# Lijst van nummer 1-albums in de Album Top 40 in 2011
Onderstaande albums stonden in 2011 op nummer 1 in de Media Markt Album Top 40. De lijst wordt samengesteld door de Stichting Nederlandse Top 40.
| Nummer | Datum        | Artiest               | Titel                                 | Opmerking     |
| ------ | ------------ | --------------------- | ------------------------------------- | ------------- |
| 327    | 9 april      | Adele                 | 21                                    |               |
|        | 16 april     | Adele                 | 21                                    |               |
|        | 23 april     | Adele                 | 21                                    |               |
| 328    | 30 april     | Diverse artiesten     | Hitzone 57                            | Verzamelalbum |
|        | 7 mei        | Diverse artiesten     | Hitzone 57                            | Verzamelalbum |
| 327    | 14 mei       | Adele                 | 21                                    |               |
|        | 21 mei       | Adele                 | 21                                    |               |
| 329    | 28 mei       | Anouk                 | To get her together                   |               |
|        | 4 juni       | Anouk                 | To get her together                   |               |
| 327    | 11 juni      | Adele                 | 21                                    |               |
|        | 18 juni      | Adele                 | 21                                    |               |
|        | 25 juni      | Adele                 | 21                                    |               |
|        | 2 juli       | Adele                 | 21                                    |               |
|        | 9 juli       | Adele                 | 21                                    |               |
| 330    | 16 juli      | Diverse artiesten     | Hitzone 58                            | Verzamelalbum |
|        | 23 juli      | Diverse artiesten     | Hitzone 58                            | Verzamelalbum |
|        | 30 juli      | Diverse artiesten     | Hitzone 58                            | Verzamelalbum |
|        | 6 augustus   | Diverse artiesten     | Hitzone 58                            | Verzamelalbum |
|        | 13 augustus  | Diverse artiesten     | Hitzone 58                            | Verzamelalbum |
|        | 20 augustus  | Diverse artiesten     | Hitzone 58                            | Verzamelalbum |
| 327    | 27 augustus  | Adele                 | 21                                    |               |
| 331    | 3 september  | Red Hot Chili Peppers | I'm with you                          |               |
|        | 10 september | Red Hot Chili Peppers | I'm with you                          |               |
| 332    | 17 september | Toppers               | Toppers in concert 2011               |               |
| 333    | 24 september | Diverse artiesten     | Hitzone 59                            | Verzamelalbum |
|        | 1 oktober    | Diverse artiesten     | Hitzone 59                            | Verzamelalbum |
|        | 8 oktober    | Diverse artiesten     | Hitzone 59                            | Verzamelalbum |
|        | 15 oktober   | Diverse artiesten     | Hitzone 59                            | Verzamelalbum |
|        | 22 oktober   | Diverse artiesten     | Hitzone 59                            | Verzamelalbum |
| 334    | 29 oktober   | Marco Borsato         | Dromen durven delen - 3Dimensies live |               |
| 335    | 5 november   | Coldplay              | Mylo xyloto                           |               |
|        | 12 november  | Coldplay              | Mylo xyloto                           |               |
|        | 19 november  | Coldplay              | Mylo xyloto                           |               |
| 336    | 26 november  | Diverse artiesten     | Hitzone best of 2011                  | Verzamelalbum |
|        | 3 december   | Diverse artiesten     | Hitzone best of 2011                  | Verzamelalbum |
|        | 10 december  | Diverse artiesten     | Hitzone best of 2011                  | Verzamelalbum |
| 337    | 17 december  | Amy Winehouse         | Lioness: Hidden treasures             |               |
| 338    | 24 december  | Michael Bublé         | Christmas                             |               |
|        | 31 december  | Michael Bublé         | Christmas                             |               |